# Ulikowo
Ulikowo (deutsch Wulkow) ist ein Dorf in der Gmina Stargard (Stargard in Pommern) in der polnischen Woiwodschaft Westpommern.

## Geographische Lage
Ulikowo (Wulkow) liegt in Hinterpommern, ca. 7 Kilometer östlich der Stadt Stargard und 38 Kilometer östlich der Metropole Szczecin (Stettin). Südlich des Orts fließt der Fluss Krampehl. Nördlich des Orts befindet sich der Hügel Kosakenberg.

## Geschichte

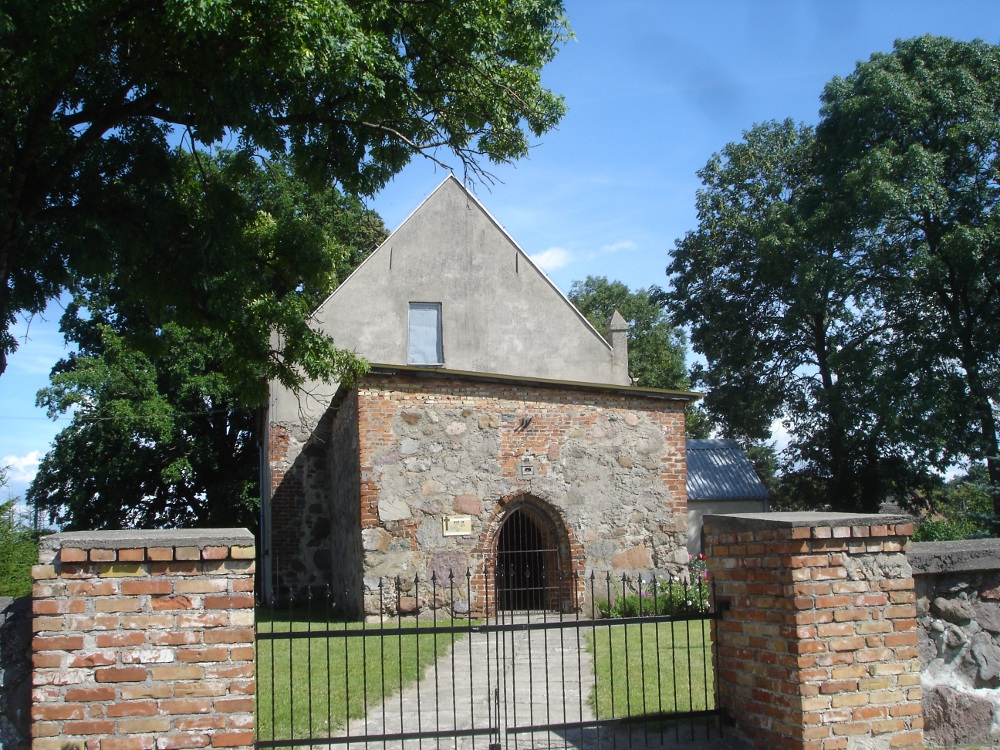
Dorfkirche

Wulkow wurde in einer Urkunde aus dem Jahr 1229 erwähnt, mit der der Pommern-Herzog Barnim I. dem Johanniterorden den Besitz von Wulkow bestätigte mit dem Recht, dort Deutsche anzusiedeln. Wulkow war später ein Lehen des Johanniterordens zu Sonnenburg. Der Johanniter-Generallieutenant von Blankensee vermachte seine Rechte an dem Gut in seinem Testament vom 8. Juli 1732 dem Sohn des königlich-preußischen Rittmeisters Christoph Henning von Papstein. Dieser wurde daraufhin am 13. Mai 1732 von der Ordensregierung zu Sonnenburg mit dem Vorwerk belehnt. Später wurde das Gut dessen Söhnen Hasso Ernst und Jakob Christoph von Papstein zugesprochen. Im Jahr 1750 kam das Gut in den Besitz der Familie des Amtmannes Andreas Jordan, der es im Jahr seinem Sohn Johann Philipp Wilhelm Jordan überließ. Als dieser in Konkurs geriet, musste das Gut gerichtlich zum Höchstgebot versteigert werden. Den Zuschlag erhielt damals Kaspar Otto von Wedel.
Zum Dorf Wulkow gehörten um 1780 ein Vorwerk, acht Bauernhöfe, eine Windmühle, die Eigentum des Müllers war, eine Schmiede, ein Wirtshaus, einen Schulmeister, 22 Feuerstellen (Haushalte) und eine Kirche.
Am Anfang des 19. Jahrhunderts fand eine Neuordnung der gutsherrlich-bäuerlichen Eigentumsverhältniss statt, die so genannte ‚Bauernbefreiung‘. Die Bauern waren fortan nicht mehr dazu verpflichtet, auf den Gutshof Spanndienste zu leisten.
Bis 1945 gehörte Wulkow zum Kreis Saatzig in der preußischen Provinz Pommern. Vor 1945 befand sich das Gut im Besitz der Familie Nicolai.
Nachdem die Region gegen Ende des Zweiten Weltkriegs von der Roten Armee erobert und besetzt worden war, wurde sie – wie ganz Hinterpommern – unter polnische Verwaltung gestellt. Das deutsche Dorf erhielt den polnischen Namen Ulikowo. Es begann die Zuwanderung von Polen, die die Dorfbewohner aus ihren Häusern und von ihren Höfen verdrängten. Die einheimische deutsche Bevölkerung wurde bis etwa 1947 auf der Grundlage der so genannten Bierut-Dekrete aus dem Dorf vertrieben.

## Persönlichkeiten

### Söhne und Töchter des Ortes
- David Hollaz (1648–1713), deutscher evangelisch-lutherischer Theologe

### Mit dem Ort verbunden
- Peter von Blanckensee (1659–1734), genannt  Blitzpeter, preußischer General der Kavallerie und enger Vertrauter von König Friedrich Wilhelm I., verbrachte in Wulkow seinen Lebensabend